# Onslows aalscholver
Onslows aalscholver (Leucocarbo onslowi, synoniem: Phalacrocorax onslowi) is een vogel uit de familie Phalacrocoracidae (Aalscholvers). Het is een ernstig bedreigde, endemische zeevogelsoort  op de Chathameilanden, een tot Nieuw-Zeeland behorende eilandengroep. 

## Taxonomie
De vogel is in 1893 geldig beschreven door Henry Ogg Forbes en vernoemd William Onslow, vierde graaf van Onslow, de toenmalige gouverneur van Nieuw-Zeeland. Volgens de resultaten van een uitgebreid onderzoek aan het mitochondriaal DNA blijkt dat de otagoaalscholver nauw verwant is aan Onslows aalscholver.

## Kenmerken
De vogel is 63 cm lang, het is een middelgrote aalscholver, iets kleiner dan de kuifaalscholver. Deze aalscholver heeft een afwisselend wit en zwart verenkleed. De kop, nek, onderkant van de rug en stuit en de bovenstaartdekveren zijn zwart met een metaalglans. De voorkant van de hals, borst en buik zijn wit. Op de snavel zitten oranje, wratachtige groeisels, de poten zijn roze. Op de vleugels zijn witte vlakken die, als de vogel de vleugels heeft opgevouwen, lijken op een vleugelstreep.

## Verspreiding en leefgebied
Deze soort is endemisch op de Chathameilanden ten oosten van Nieuw-Zeeland. Er zijn vier eilanden met een vogelkolonie: het hoofdeiland Chatham, Star Keys, Rabbit en Pitt. De vogel broedt bovenop rotsen die relatief hoog in het landschap staan of zit op de randen van kliffen. De vogel foerageert op zee en eet voornamelijk kleine vis. Men veronderstelt dat hij zich hoogstens 24 km van de kust vandaan waagt.

## Status
Onslows aalscholver heeft een zeer klein verspreidingsgebied, het broedgebied beslaat slecht 1 ha; daardoor is de kans op uitsterven aanwezig. De grootte van de populatie werd in 2011 door BirdLife International geschat op 1070 individuen en de populatie-aantallen nemen waarschijnlijk af. Zo werd tussen 1997 en 2003 een achteruitgang van 68% geconstateerd in de broedvogelaantallen. Er zijn echter grote jaar op jaar fluctuaties. De broedkolonies worden verstoord door honden en andere huisdieren en toeristen, verder is er predatie door verwilderde katten en andere later ingevoerde dieren. Mogelijk is de voedselsituatie in het zeegebied rondom ook aan het verslechteren. Om al deze redenen staat deze soort als ernstig bedreigd (kritiek) op de Rode Lijst van de IUCN.